# Варшавське гетто

Межі єврейського гето у Варшаві (інтерактивна карта)

52°15′ пн. ш. 21°00′ сх. д. / 52.25° пн. ш. 21° сх. д.
Варшавське гетто — єврейське гетто в Варшаві, створене окупаційною німецькою владою та СС під час окупації Польщі як найбільший свого роду проміжний концентраційний табір для євреїв Польщі і Німеччини на шляху до табору знищення Треблінка. За час існування гетто його населення зменшилося з 450 тисяч до 37 тисяч осіб. В німецьких документах гетто офіційно звалось «Єврейський житловий район у Варшаві» (нім. Jüdischer Wohnbezirk in Warschau).

## Історичне тло

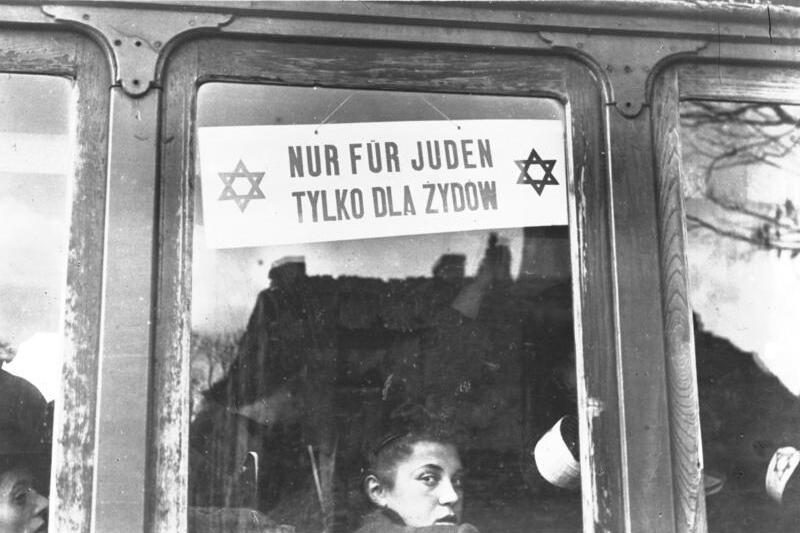
Трамвайний вагон лише для євреїв. Варшава. Жовтень 1940 року.

Після вступу в Польщу військ Третього Рейху в жовтні 1939 року окупаційна влада віддала наказ, згідно з яким євреям пропонувалося здати готівку в кредитно-фінансові установи. На людину дозволялося залишити не більше 2000 злотих.
У громадському транспорті нацисти розклеювали плакати образливого характеру з метою розпалювання міжнаціональної ворожнечі.
Говорячи про причини створення гетто в населених пунктах Польщі, нацисти стверджували, що євреї є переносниками інфекційних захворювань, і їх ізоляція допоможе захистити неєврейське населення від епідемій. У березні 1940 року ряд міських районів з високою концентрацією єврейського населення були оголошені карантинною зоною. З цих районів було виселено близько 113 тисяч поляків і на їх місце заселено 138 тисяч євреїв з інших місць.
Рішення про організацію гетто було прийнято 16 жовтня 1940 року генерал-губернатором Гансом Франком. До цього моменту в гетто знаходилося 440 тисяч осіб (37 % населення міста), при цьому площа гето становила 4,5 % площі Варшави.
Спочатку вихід з гетто без дозволу карався тюремним ув'язненням терміном 9 місяців. З листопада 1941 року стала застосовуватися смертна кара. 16 листопада гетто було обгороджено стіною.

## Життя в гетто
Життя усередині гетто регулював юденрат, який перебував під контролем німецької влади. Головою юденрата був Адам Черняков. Керівником єврейської поліції в гетто був Юзеф Шерінський.
Офіційно встановлені продовольчі норми для гето були розраховані на загибель жителів від голоду. У другій половині 1941 року продовольча норма для євреїв дорівнювала 184 кілокалорій.
Частина жителів була зайнята на німецькому виробництві. Так, на швейних підприємствах Вальтера Теббенса працювало 18 тисяч євреїв. Робочий день тривав 12 годин без вихідних та свят. Зі 110 тисяч робочих гетто постійна робота була лише у 27 тисяч.
На території гетто були організовані нелегальні виробництва різних товарів, сировина для яких поставлялася таємно. Продукцію так само таємно вивозили для продажу та обміну на їжу за межі гетто. Крім 70 легальних пекарень в гетто працювало 800 нелегальних. Вартість нелегального експорту з гетто оцінювалася в 10 мільйонів злотих на місяць.
В гетто виділявся прошарок жителів, діяльність та положення яких забезпечували їм відносно безнапасне життя (комерсанти, контрабандисти, члени юденрата, агенти гестапо) — серед них особливим впливом користувався Абрам Ганцвайх, а також його конкуренти Морріс Кон і Зеліг Геллер. Велика частина жителів страждала від недоїдання. Найгірше становище було у євреїв, переселених з інших районів Польщі.
В гетто відбувалася деморалізація молоді, утворювалися молодіжні банди, з'являлися безпритульні діти.

## Знищення жителів
В гетто поширювались чутки про масове знищення євреїв у провінціях Польщі. Щоб дезінформувати та заспокоїти мешканців гето, німецька газета «Варшауер цайтунг» повідомляла, що десятки тисяч євреїв займаються будівництвом виробничого комплексу. Крім того, в гетто було дозволено відкрити нові школи та притулки.
19 липня 1942 року в гетто з'явилися чутки про швидке виселення у зв'язку з тим, що власники фірми Кона і Геллера вивезли свої родини в передмістя Варшави. Комісар гетто Гейнц Ауерсвальд повідомив голову юденрата Чернякова, що чутки є помилковими, після чого Черняков зробив відповідну заяву.
22 липня 1942 року юденрат був проінформований, що всі євреї, за винятком робочих на німецьких підприємствах, працівників госпіталів, членів юденрата та їх сімей, членів єврейської поліції в гетто та їх сімей будуть депортовані на схід. Єврейська поліція отримала наказ забезпечити щоденне виряджання 6 тисяч осіб на залізничну станцію. У разі невиконання розпорядження нацисти погрожували розстріляти заручників, поміж яких була дружина Чернякова.
23 липня глава юденрата Черняков заподіяв собі смерть після того, як дізнався, що до виряджання готуються діти з притулків. Його місце зайняв Марек Ліхтенбаум, що займався спекуляцією. Сини Ліхтенбаума співпрацювали з гестапо. Юденрат закликав населення сприяти поліції у виряджанні жителів.
У той же день відбулися збори учасників підпільної єврейської мережі, на якій присутні вирішили, що виряджання жителів буде проводитися з метою переселення в трудові табори. Було ухвалено рішення не чинити опору.
Щодня з будівлі лікарні, призначеної пунктом збору, людей виганяли на вантажну платформу. Фізично міцних чоловіків відокремлювали та направляли в трудові табори. Крім того, звільнялися зайняті на німецьких підприємствах (після втручання дирекції). Решту (не менш 90 %) заганяли по 100 осіб у вагони для худоби. Юденрат робив заяви, спростовуючи чутки про те, що вагони прямують до таборів знищення. Гестапо розповсюджувало листи, в яких від імені жителів, що виїхали, розповідалося про працевлаштування на нових місцях.
У перші дні поліція захоплювала жебраків, інвалідів, сиріт. Крім того, було оголошено, що тим, хто добровільно прийшов на пункти збору будуть видані три кілограми хліба та кілограм мармеладу. З 29 липня почалося оточення будинків з перевіркою документів, тих, хто не мав довідку про роботу на німецьких підприємствах відправляли на вантажну платформу. Ті, що намагалися сховатися розстрілювалися. До 30 липня було вивезено 60 000 людей.
6 серпня в Треблінку було відправлено близько 200 вихованців дитячого будинку, директором якого був педагог Януш Корчак. Юденрат домігся звільнення Корчака, проте він відмовився та пішов зі своїми вихованцями. У серпні вперше були відправлені працівники установ юденрата (700—800 осіб).
21 вересня були оточені будинки єврейської поліції, більшість поліціянтів разом з дружинами та дітьми були відправлені в табори знищення.
Протягом 52 днів (до 21 вересня 1942 року) близько 300 тисяч осіб було вивезено в Треблінку. Протягом липня єврейська поліція забезпечила виряджання 64 606 осіб. У серпні було вивезено 135 тисяч осіб, за 2 — 11 вересня — 35 886 осіб. Після цього у гетто залишилося від 55 до 60 тисяч осіб.

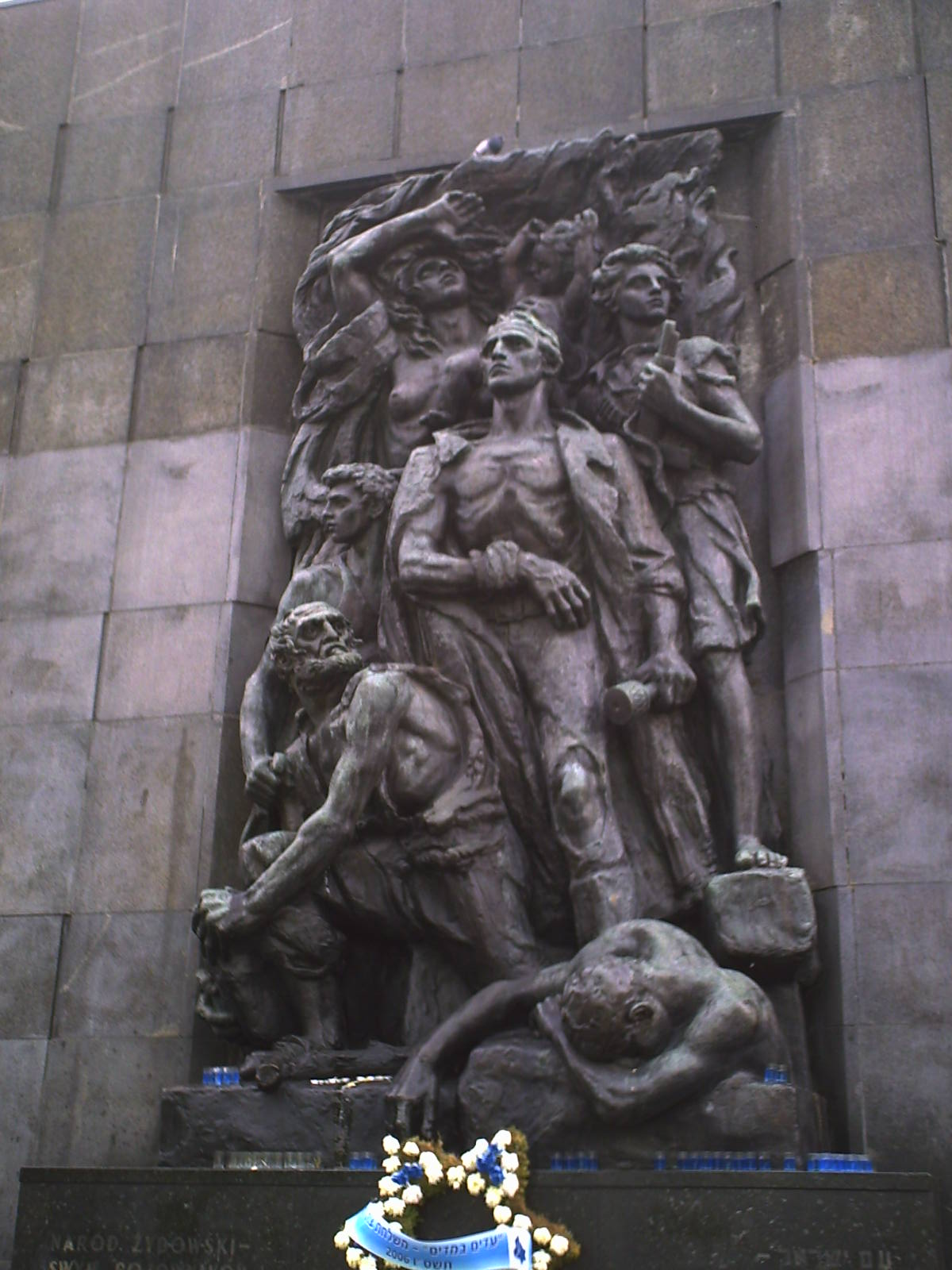
Пам'ятник у Варшаві

У ці місяці оформилися Єврейська бойова організація чисельністю близько 220—500 осіб на чолі з Мордехаєм Анелевічем та Єврейський військовий союз чисельністю 250—450 осіб. Єврейська бойова організація пропонувала залишатися в гетто та чинити опір, тоді як Єврейський військовий союз планував покинути гетто та продовжувати дії в лісах. Учасники організацій були озброєні переважно пістолетами, саморобними вибуховими пристроями та пляшками із пальною сумішшю (коктейлями Молотова).

## Повстання
З 19 квітня по 16 травня 1943 року у Варшавському гетто відбулося збройне повстання. Повстання було придушене військами СС. Під час повстання було вбито близько 7000 захисників гетто та близько 6000 згоріли живцем в результаті масових підпалів будівель німцями. Жителі гетто, що залишилися в живих, в кількості близько 15000 осіб були відправлені в табір смерті Треблінка. 16 травня гетто було остаточно ліквідовано.